# 10428 Wanders
10428 Wanders eller 2073 P-L är en asteroid i huvudbältet som upptäcktes den 24 september 1960 av den nederländsk-amerikanske astronomen Tom Gehrels och det nederländska astronomparet Ingrid van Houten-Groeneveld och Cornelis Johannes van Houten vid Palomarobservatoriet. Den är uppkallad efter den nederländske astronomen Adriaan Wanders.
Den tillhör asteroidgruppen Astraea.